# Vulcaniella karadaghella
Vulcaniella karadaghella là một loài bướm đêm thuộc họ Cosmopterigidae. Nó được tìm thấy ở Tiểu Á và Krym.
Con trưởng thành bay từ cuối tháng 6 đến đầu tháng 7.
Ấu trùng ăn Salvia grandiflora.Chúng ăn lá nơi chúng làm tổ. 